# Eucera territella
Eucera territella là một loài Hymenoptera trong họ Apidae. Loài này được Cockerell mô tả khoa học năm 1909.